# هامارمیشه

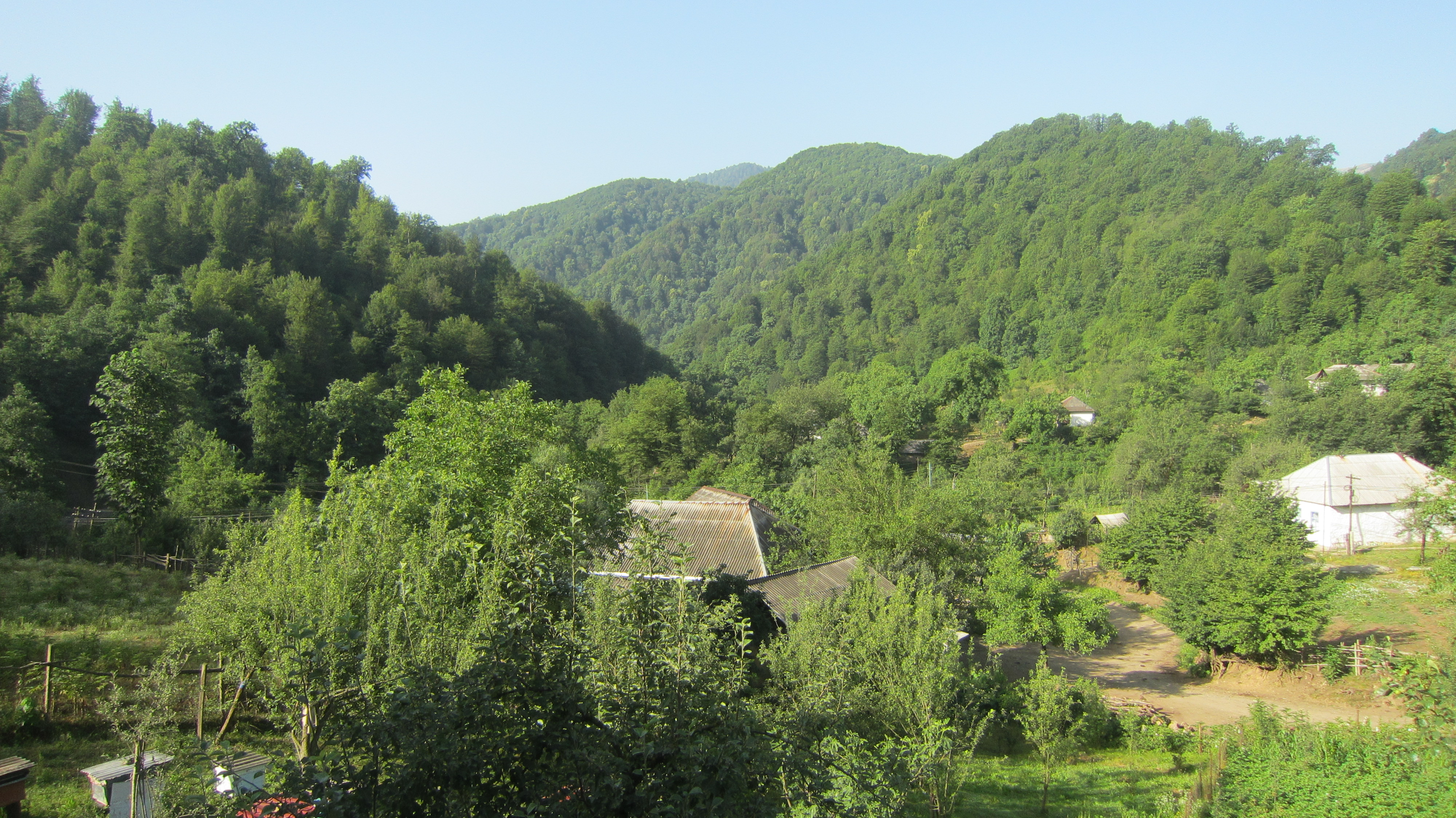

هامارمیشه (به لاتین: Hamarmeşə) یک منطقه مسکونی در جمهوری آذربایجان است که در شهرستان لریک واقع شده‌است.

## جمعیت
هامارمیشه ۶۷۳ نفر جمعیت دارد.

## ریشه واژه
هامار در زبان تالشی به‌معنی زمین پست و هموار و میشه به‌معنی جنگل است و هامارمیشه یعنی جنگلی که بر روی زمین هموار قرار گرفته‌است.